# الاسكا ثاندرفاك
الاسكا ثاندرفاك 5000 (بالإنجليزية: Alaska Thunderfu*k 5000)‏ (المعروف باسم الاسكا) هو اسم المسرح لـ جاستن أندرو هونارد وهو دراق كوين ومغني أمريكي والمعروف بعد حلوله في المركز الثاني في الموسم الخامس من روبول دراق ريس والفائز في الموسم الثاني من روبول دراق ريس: أول ستارز

## بداية حياته
نشأ هونارد في إيري، بنسلفانيا، وتخرج من مدرسة Fort LeBoeuf الثانوية. درس المسرح في جامعة بيتسبرغ.

## حياته الفنية
2007–2012: بداية المشوار الفني

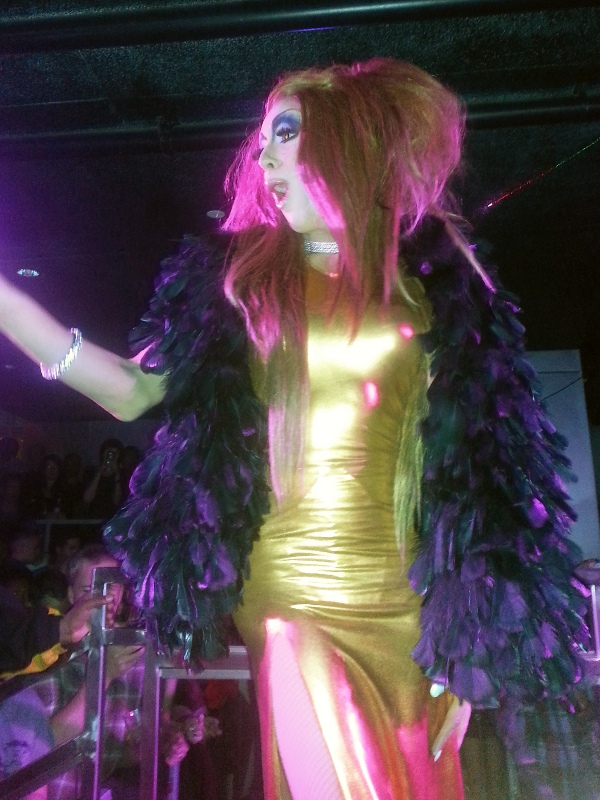
الاسكا في أحد العروض في سان فرانسيسكو عام 2010

إنتقلت الاسكا في الأصل إلى لوس انجلوس لمتابعة التمثيل لكنها لم تكن راضية عن عملية الاختبار فإلتفتت إلى الدراق وحصلت على وظيفة في إحدى نوادي غرب هوليوود. كثيراً ما كانت تؤدي في عروض Trannyshack في لوس انجلوس. في عام 2009 في بالم سبرينغز شاركت في مسيرة فخر المثليين مع تامي براون وجير بير جونز.
إلتقى الاسكا بخليله شارون نيدلز من خلال ماي سبيس في ديسمبر 2009 ، ثم عاد إلى بيتسبرغ، بنسلفانيا ليعيش معه في عام 2010. جنباً إلى جنب مع نيدلز وشيري باوم شكلت الاسكا فرقة Haus of Haunt ، والتي تطورت في وقت لاحق إلئ فرقة دراق مقرها حانة بلو مون. في عام 2013 ساعدت الاسكا في تقديم أول ظهور للدراق كوين والمغني Christeene Vale . في وقت لاحق قلدت الاسكا Vale في الفيديو الموسيقي "RuPaulogize" الذي غنته ويلام بيلي.
2013–2015: روبول دراق ريس
حاولت الاسكا الاشتراك في كل موسم من العرض إلا أن تم قبولها اخيراً في الموسم الخامس من روبول دراق ريس وتنافست تحت الاسم المستعار الاسكا. فازت الاسكا بتحدي العطور الرئيسي تحت عنوان "Scent of a Drag Queen" والتحدي الرئيسي "Sugar Ball". كجزء من العرض غنت الاسكا أغنية “Can I Get An Amen” المستوحاة من “We Are The World”. استفاد من عائدات الأغنية مركز لوس انجلوس للمثليين. في نهاية الموسم في مايو 2013 تم إعلان الاسكا في المركز الثاني مع المنافسة روكسي اندروز. كانت جينكس مونسون الفائز في الموسم.
في أكتوبر 2013 أدت الاسكا دور الدكتور فرانك ن. فورتر على خشبة مسرح Woodlawn في عرض The Rocky Horror في سان أنطونيو، تكساس. كما شارك في دور بطولة المسرحية الموسيقية عضوة لجنة حكام روبول دراق ريس ميشيل فيساج والدراق كوين ويلام بيلي.
منذ ظهورها في روبول دراق ريس قامت الاسكا بجولات وعروض كثيره منها عروض RuPaul's Drag Race Battle of the Seasons ، Drag Stars at Sea cruises و Stevie Forever وعرض الملهى المسمى Red For Filth ، وعرض الكريسمس "Blue Christmas". خلال صيف عام 2014 لعبت دور البطولة في الجنس و المدينة. مع شقيقه كوري بيني قام هونارد ببث سلسلة على شبكة الإنترنت برعاية شركة الإنتاج World of Wonder تسمى Bro'Laska. في عام 2014 أصبحت الاسكا عارضة أزياء لمجلة American Apparel جنبًا إلى جنب مع ويلام بيلي وكورتني آكت.

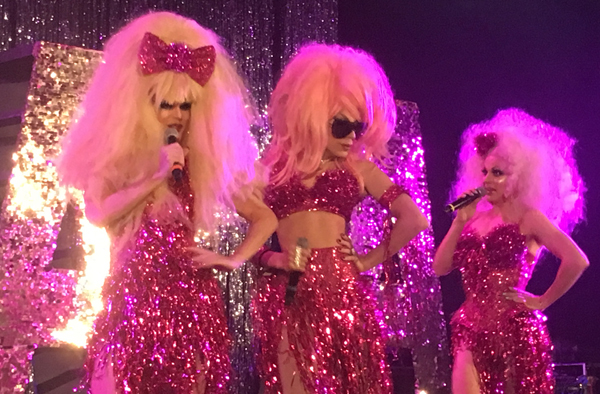
من اليمين كورتني آكت ، الاسكا ثاندرفاك، ويلام بيلي في أحد الجولات عام 2017

أصدرت الاسكا سلسلة من الأغاني الفردية وهي Ru Girl و Your Makeup Is Terrible و Nails. في يونيو 2015 تم إصدار ألبوم ألاسكا الأول Anus وحاز على الكثير من ردود الأفعال الإيجابية.
2016–الحاضر: روبول دراق ريس: أول ستارز
في عام 2016 عادت الاسكا إلى روبول دراق ريس مع روبول دراق ريس: أول ستارز. تلقت انتقادات كثيره بسبب بعض خياراتها في الإقصاء وسلوكها في نهاية المنافسة. رداً على ذلك تبرعت الاسكا بمبلغ 5000 دولار لجمعية «ترانس كيدز بيربل رينبو» الخيرية لمساعدة الأطفال العابرين جنسياً ونشرت اعتذارًا عبر الإنترنت. في نهاية الموسم توجت بالفائزة الثانية من أول ستارز.
في 14 أكتوبر 2016 أصدرت الاسكا ألبومها الثاني بعنوان Poundcake7 تم إصدار ثلاثة أغانٍ من الألبوم: Puppet ، The T ،  Stun. تم تسمية الألبوم بعد الدمية من (تحدي الدمى) من منافسة روبول دراق ريس حيث خلقت الاسكا وزميلتها المتسابقة لينيشا سباركس دمية متمردة تدعى Lil 'Poundcake.
تنافست الاسكا في الموسم الأول من Scared Famous والذي عرض لأول مرة في 23 اكتوبر 2017 على قناة في إتش 1 وحازت على المرتبة السادسة من اصل 10 متسابقين.

## الصورة العامة والفنية
صرحت الاسكا قائلة: «أنا من أشد المعجبين بفن الدراق للعديد من الأسباب؛ أولاً وقبل كل شيء كونه شكلاً مهماً للغاية من أشكال العروض. إن الدراق يستخدم الفكاهة كوسيلة لنقل الرسالة، يميل الناس لتصنيف الدراق بفن اقل من الفنون المعروضة في المتاحف لكنني لا أستطيع التفكير في أي شيء أكثر فناً من متحف ضخم مليئ بالـ دراق كوينز، لكن ربما هذا تفكيري أنا فقط.»
استشهدت الاسكا بـ جياني فيرساتشي، ليدي غاغا ومارك جاكوبس بمن اثروا على ذائقتها في الأزياء. وصفت كتالوج أسلوبها بأنه «مخاطرة» و «إبداع» مع «خيارات غريبة». ياهو أطلق على زي Lil Poundcake «كابوسًا ورديًا» و «مجنونًا مهووسًا» و «من المؤكد أن عالم الدراق والموسيقى سيكون هادئًا جدًا بدون السيدة ثاندرفاك».
في أغسطس 2015 أدرجت بيلبورد الاسكا الدراق كوين السابعه الأكثر نشاطًا على شبكات التواصل الإجتماعي.
اسم هونارد في الدراق مشتق من سلالة حشيش (Alaskan Thunderfu*k). تعتبر الاسكا ديفاين ومارلين مونرو قدوة لها.

## الحياة الشخصية
كانت الاسكا على علاقة مع الدراق كوين شارون نيدلز لمدة أربع سنوات قبل انفصالهم في ديسمبر 2013 ، لا يزالون على علاقة جيدة.

## الجولات
(Access All Areas Tour (2017
(An Evening With Alaska (2018

## روابط خارجية
- الاسكا ثاندرفاك على موقع IMDb (الإنجليزية)
- الاسكا ثاندرفاك على موقع ميوزك برينز (الإنجليزية)
- الاسكا ثاندرفاك على موقع أول ميوزيك (الإنجليزية)
- الاسكا ثاندرفاك على موقع ديسكوغز (الإنجليزية)
- الاسكا ثاندرفاك على موقع قاعدة بيانات الفيلم (الإنجليزية)